# Qasba de Marrakech
La Qasba de Marrakech (en árabe: قصبة مراكش‎, en idioma bereber: ⵜⴰⵎⵓⵔⴰⴽⵓⵛⵜ) es un gran barrio amurallado situado en la parte sur de la medina de Marrakech, Marruecos, que históricamente fue la ciudadela (qasba) y el complejo palaciego real de la ciudad. Una gran parte del distrito sigue ocupada por el palacio real oficial, el Dar al-Majzén, que sirve de residencia al rey de Marruecos cuando visita la ciudad. El resto del distrito está formado por varios barrios y monumentos. Fue fundada por el califato almohade a finales del siglo XII, y la mayor parte de la construcción corrió a cargo del califa Abu Yusuf Yaqub al-Mansur (1184-1199). Dos de las construcciones más importantes que se conservan en la actualidad, la Mezquita de la Qasba  y la puerta principal de Bab Agnaou, datan del reinado de al-Mansur. 
El complejo palaciego quedó abandonado tras la caída de los almohades, pero la Qasba fue restaurada y reconstruida por la dinastía saadí en el siglo XVI, durante la época de los sultanes Abdallah al-Ghalib y Ahmad al-Mansur, que crearon nuevos palacios y amplios jardines. De esta época datan las tumbas saadíes y las ruinas del Palacio El Badi. Abdallah al-Ghalib también fue responsable de la creación de una judería, el Mellah, adosado al flanco oriental de la Qasba. Tras otro periodo de abandono y pillaje, los palacios fueron reconstruidos y reurbanizados por el sultán Mohammed ben Abdallah de la dinastía alauí, que dio al palacio real (Dar al-Majzén) y a sus alrededores gran parte de su forma actual.

## Historia

### La qasba almohade

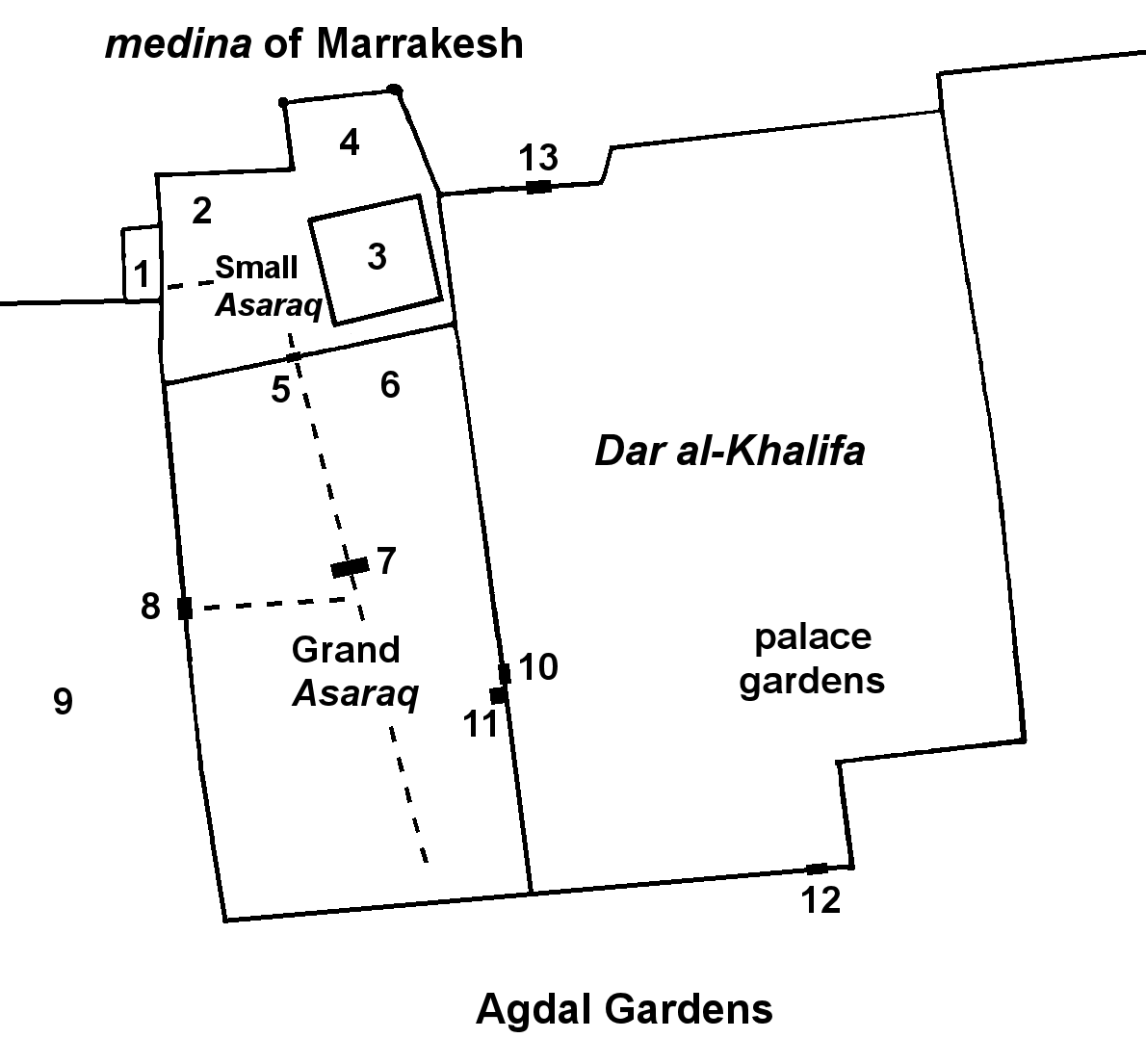
Reconstrucción aproximada de la qasba almohade original: 1) Bab Agnaou, 2) Qaysariya (mercado), 3) Mezquita de la Qasba, 4) Anexos de la mezquita, 5) Bab at-Tubul, 6) almacenes, 7) Bab as-Saqa'if, 8) Bab as-Sadat, 9) Cementerio de los Nobles, 10) Bab ar-Riyad, 11) Qubbat al-Jilafa, 12) Bab al-Bustan, 13) Bab al-Qarraqin.

La primera ciudadela y residencia real de Marrakech fue la fortaleza y residencia conocida como Ksar el-Hajjar, construida por el líder de la dinastía almorávide Abu Bakr Ibn Umar cuando fundó la ciudad en 1070.Esta fortaleza estaba situada al norte de la actual Mezquita Kutubía. El posterior emir almorávide Alí ibn Yúsuf (gobernó 1106-1143) adosó un palacio al sur, en el emplazamiento de la actual mezquita. Se han excavado restos de estas estructuras almorávides, y en la actualidad se pueden ver los restos de una puerta de piedra llamada Bab 'Ali, perteneciente al palacio de Alí, junto a las ruinas de la primera mezquita Kutubía.: 55  La mezquita de la Qasba (posteriormente Mezquita de Lalla Aouda) también fue fundada y construida en 1276.

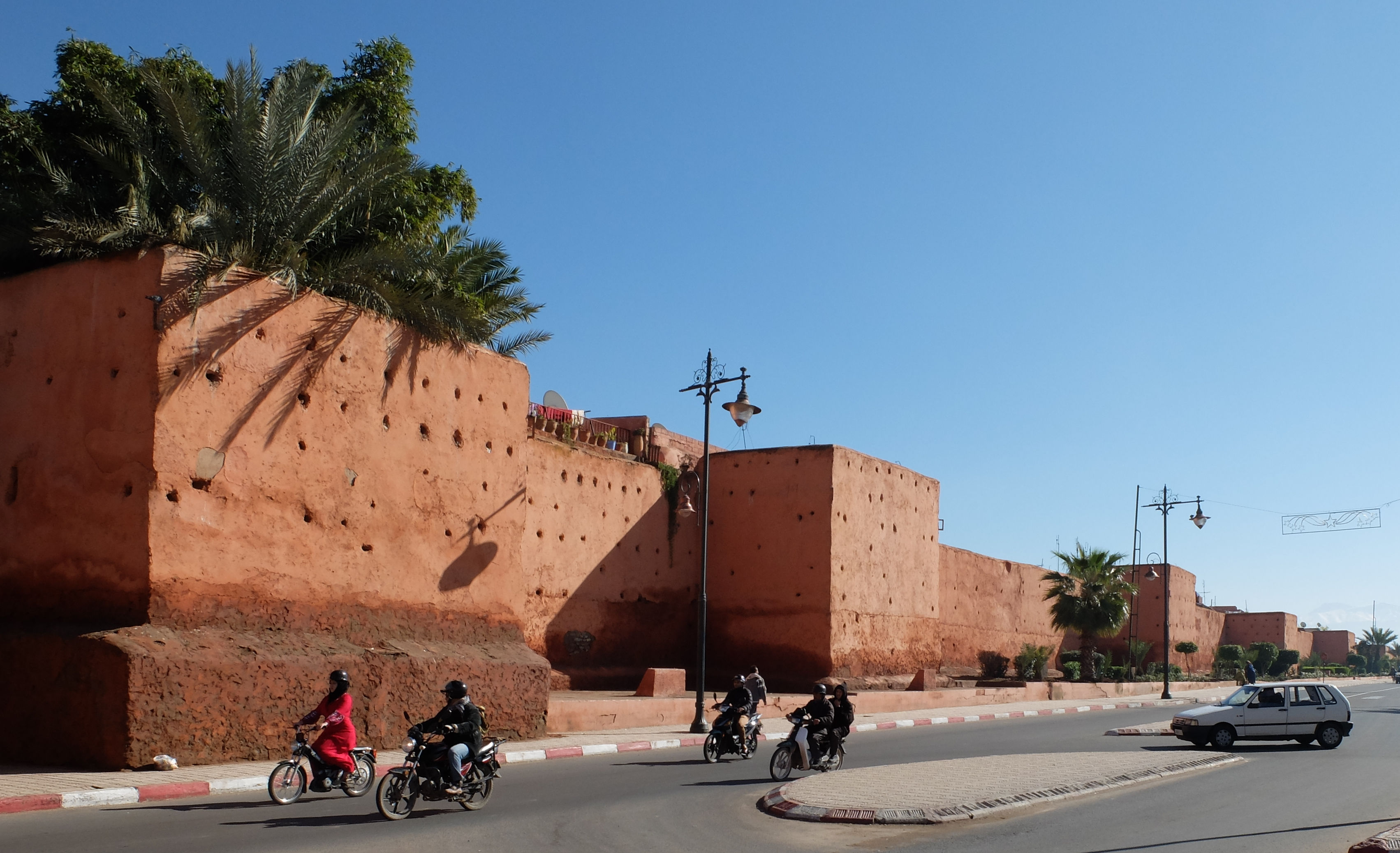
Los muros exteriores de la Qasba

Cuando el califa almohade Abd al-Mumin conquistó Marrakech en 1147, destruyó muchos monumentos almorávides (especialmente mezquitas). Sin embargo, los nuevos gobernantes almohades utilizaron durante un tiempo el Ksar el-Hayyar y el palacio de Ali ibn Yusuf como residencia oficial. Según Ibn Idari, en 1183 el gobernante almohade Abu Yaacub Yúsuf ordenó la construcción de una nueva extensión de la ciudad tras las quejas de superpoblación en el interior de la ciudad vieja.: 321, 343  El proyecto fue confiado a su hijo Abu Yúsuf Yaacub al-Mansur, y como Abu Yaaqub Yúsuf murió poco después, en 1184, fue él quien se encargó de la mayor parte de su construcción durante su reinado posterior (1184-1199).: 321  Sin embargo, algunos estudiosos atribuyen la fundación de la alcazaba por completo a Yaqub al-Mansur en 1185 y estiman que se terminó hacia 1190. Gaston Deverdun sostiene que la ampliación ordenada por Abu Yaaqub Yúsuf en 1183 corresponde a la más modesta adición de un nuevo barrio en la esquina suroeste de la ciudad vieja, en Bab ash-Shari'a, donde se alza la actual tumba de Al-Suhayli.  Citando otras fuentes históricas, da el año 1185 como inicio de la construcción de la Qasba y 1190 como fecha aproximada de su finalización, atribuyendo la decisión de crear la casba enteramente a Abu Yúsuf Yaacub al-Mansur. Esta cronología de los acontecimientos la repiten algunos autores, como Hamid Triki, Quentin Wilbaux y Xavier Salmon. Este ambicioso proyecto de construcción creó un nuevo y vasto distrito real adosado a la parte sur de la ciudad. La nueva ciudadela y extensión de la ciudad era conocida en las fuentes históricas como la Qasba (o Qasaba), así como Tamurakusht y as-Saliḥa.
Se construyó sobre un jardín almorávide llamado "as-Saliḥa". De este jardín sólo quedó la parte oriental, que fue sustituida por el actual Mellah.: 195  La construcción de la Qasba estuvo motivada en parte por el rápido crecimiento de la población de la ciudad y una necesidad urgente de más espacio dentro de la ciudad. También pudo estar motivada por el deseo del califa almohade de seguir el ejemplo de otros poderosos gobernantes islámicos que construyeron ciudades-palacio separadas desde las que gobernar, como la construcción por el Umayyad de Medina Azahara cerca de Córdoba o la construcción por el califato abbasí de Samarra en Irak. La construcción de la Qasba de Marrakech comenzó en 1185 y finalizó en 1190, aunque los sucesores de al-Mansur continuaron construyendo más palacios en su interior, hasta un total de doce al final del periodo almohade.

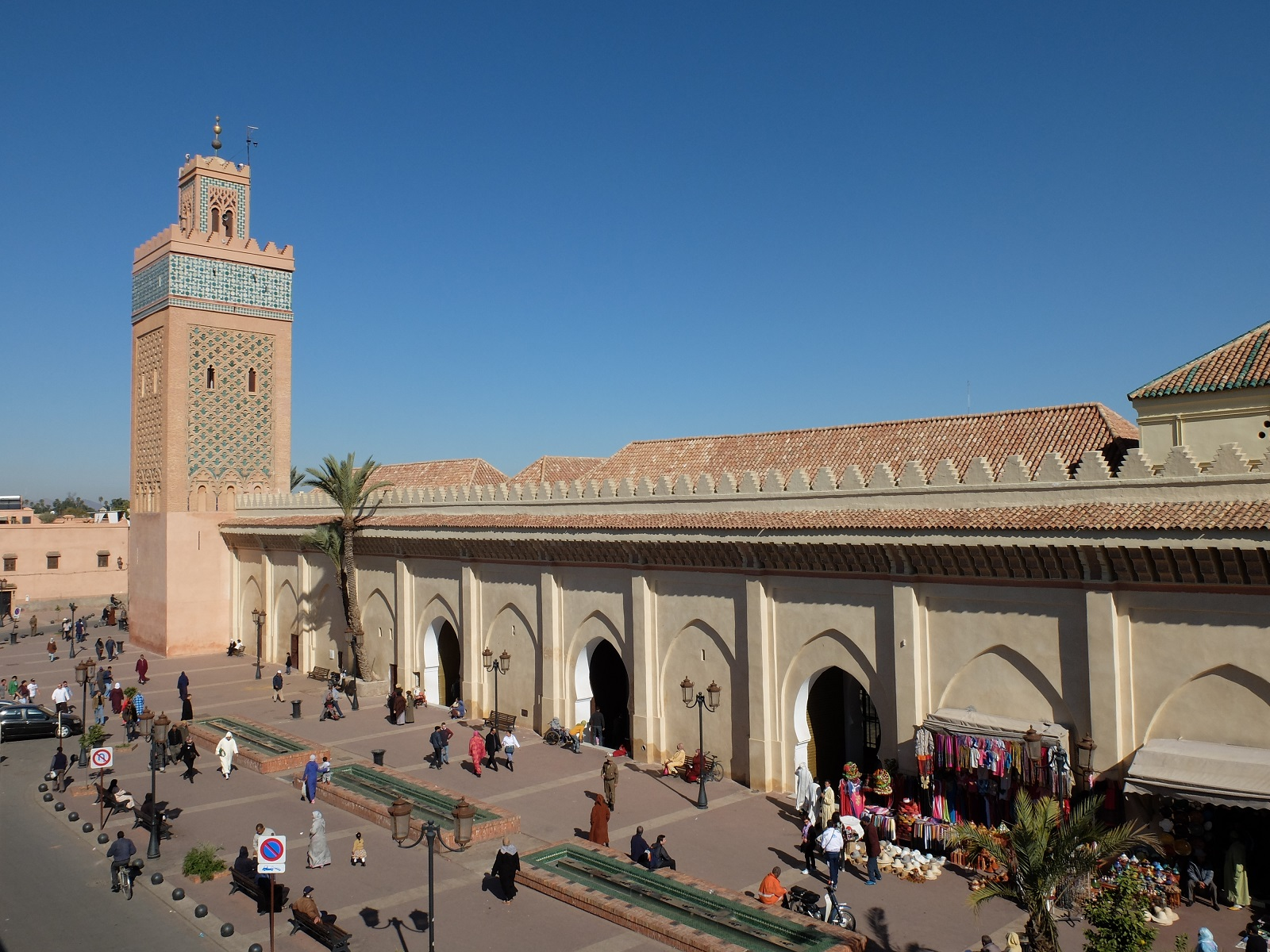
La Mezquita de la Qasba.

La qasba almohade era un vasto distrito autónomo rodeado de murallas y subdividido por murallas interiores. Incluía no solo el palacio real (conocido como Dar al-Jalifa  o Qasr al-Jilafa), sino también la mezquita aljama (la Mezquita de la Qasba), mercados y qaysariyya (bazar),  (hammáms), almacenes, establos, cementerios, jardines y plazas. Junto a la plaza principal, cerca del palacio, había una madrasa, aunque lo más probable es que la madrasa almohade no fuera el mismo tipo de institución que las madrasas introducidas en Marruecos bajo la dinastía benimerín a finales del siglo XIII. En ella se impartía educación a los hijos del gobernante y a los miembros de su familia.: 227  La expansión de la ciudad incluyó también la fundación de un hospital (bimaristán), cuya ubicación no está clara.
La principal entrada pública a la Qasba era la Bab Agnaou, una puerta situada en la esquina noroeste y a la que se accedía desde el interior de las murallas de la ciudad. A pesar de algunas modificaciones, hoy en día está bien conservada y presenta una amplia decoración tallada en piedra. Otra puerta, la Bab as-Sadat, permitía la entrada directa a la Qasba desde fuera de las murallas de la ciudad, pero estaba reservada a los altos funcionarios y a los miembros de la dinastía real. Los almohades también construyeron vastos jardines de recreo alrededor de la Qasba, como los Jardines de Agdal al sur, que estaban rodeados de murallas. Una puerta conocida como Bab al-Bustan permitía el acceso directo entre el palacio del califa y los jardines.
La Qasba estaba dividida en tres partes por murallas interiores que tenían cada una su propia puerta. La sección más grande eran los palacios del califa, que ocupaban alrededor de 24 ha y ocupaban todo el lado oriental de la Qasba.: 218  La segunda división estaba en la esquina suroeste, ocupaba alrededor de 12 ha y contenía los diversos servicios requeridos por el palacio y el gobierno. Cabe destacar que este distrito se centraba en torno a una gran plaza conocida como el asaraq y que era el equivalente primitivo de un mexuar. Desde esta plaza, una puerta conocida como Bab ar-Riyad conducía a los palacios del califa. Junto a esta puerta había un pabellón de audiencias, conocido como Qubbat al-Jilafa, que permitía al califa observar las ceremonias que tenían lugar frente a la puerta.: 221  La tercera sección, de acceso más público, ocupaba 8 ha el extremo noroeste de la Qasba y contenía la Mezquita de la Qasba y sus anexos. Delante de la mezquita existía otra plaza pública, también conocida como asaraq'. Este asaraq noroeste era más pequeño que el de la división suroeste de la Qasba. Una calle principal discurría en línea recta de norte a sur conectando estas dos plazas.: 245  La calle estaba flanqueada por pórticos y se accedía a ella por dos puertas conocidas como Bab at-Tubul (al norte) y Bab as-Saqa'if (al sur).: 226–227 
Aparte de la mezquita y la puerta principal, Bab Agnaou, casi ninguna de las estructuras almohades ha sobrevivido intacta. El actual contorno occidental y meridional de la Qasba, incluidas sus murallas, datan probablemente de la construcción almohade, pero muchas otras murallas y puertas se han modificado desde entonces.: 214  La calle principal que discurría entre las dos plazas asaraq es evidente hoy en día, pero la plaza asaraq sur ha desaparecido.

### Período saadí

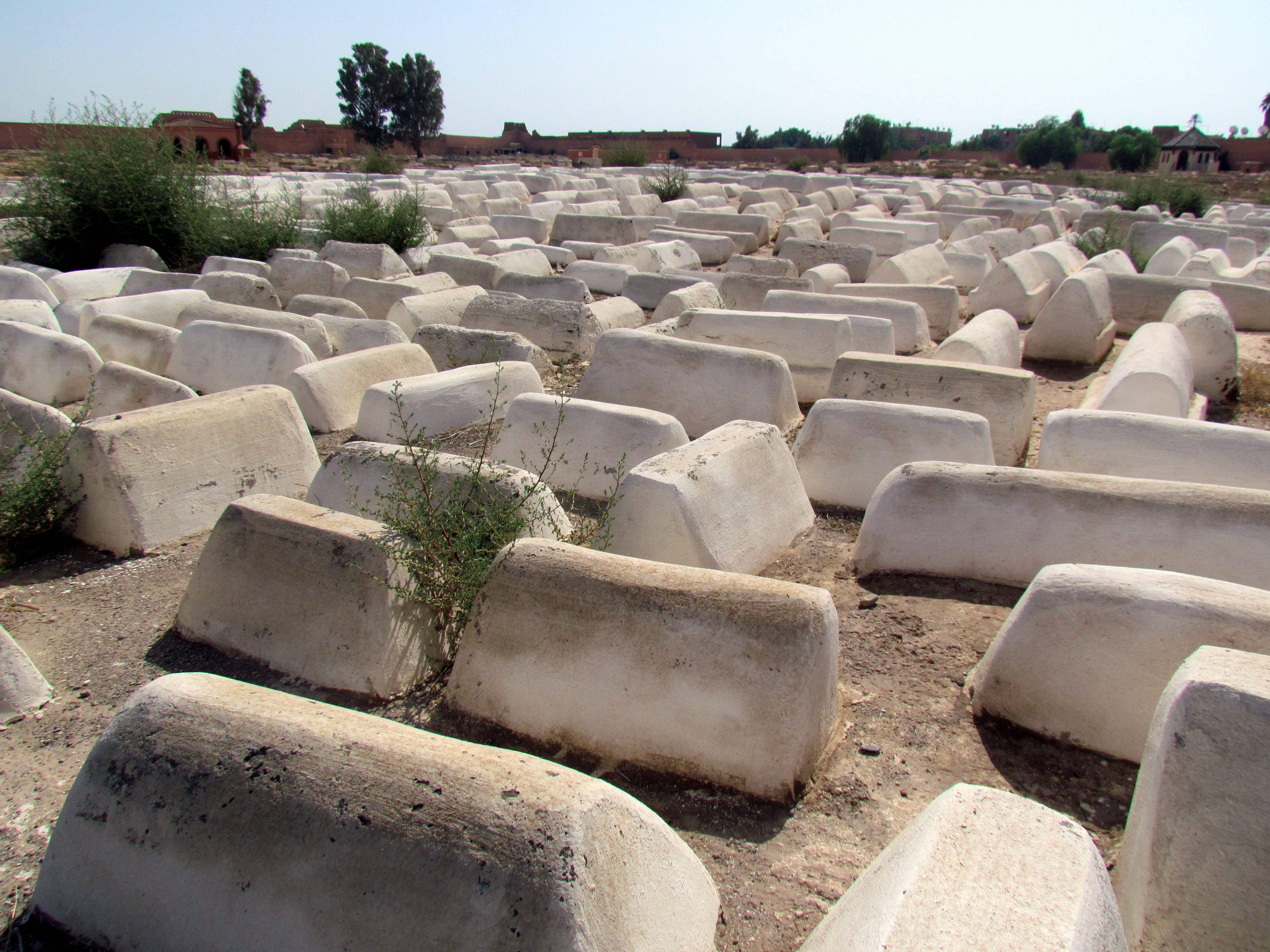
Cementerio judío del Mellah.

Marrakech entró en decadencia con la desaparición del régimen almohade. Sus sucesores, la dinastía Benimerín, hicieron de Fez su capital y realizaron pocas construcciones importantes en Marrakech. León el Africano da testimonio del estado de decadencia en que se encontraba la Qasba durante las primeras décadas del siglo XVI. Debido a la falta de fondos, la madrasa de la época almohade sólo contaba con cinco o seis estudiantes para treinta habitaciones y, sobre todo, los emires hintatas que gobernaban la ciudad de forma casi independiente en aquella época únicamente ocupaban dos o tres de los once edificios del palacio, mientras que los edificios vacíos se utilizaban como palomares, gallineross e incluso vertederos. La ciudad no resurgió hasta que la dinastía saadí (siglos XVI-principios del XVII) estableció Marrakech como capital. Los saadíes se instalaron en la antigua Qasba almohade y emprendieron sus propias renovaciones y reconstrucciones. El sultán Abdallah al-Ghalib construyó nuevos palacios y anexos en la parte norte de la Qasba y reparó la mezquita de la Qasba tras los daños sufridos en una explosión de pólvora en la década de 1560 o 1570. Construyó las primeras estructuras de las Tumbas saadíes en el lado sur de la mezquita. También trasladó a la población judía de la ciudad a una nueva Mellah en el lado este del Palacio Real, que amplió el contorno oriental de la Qasba.

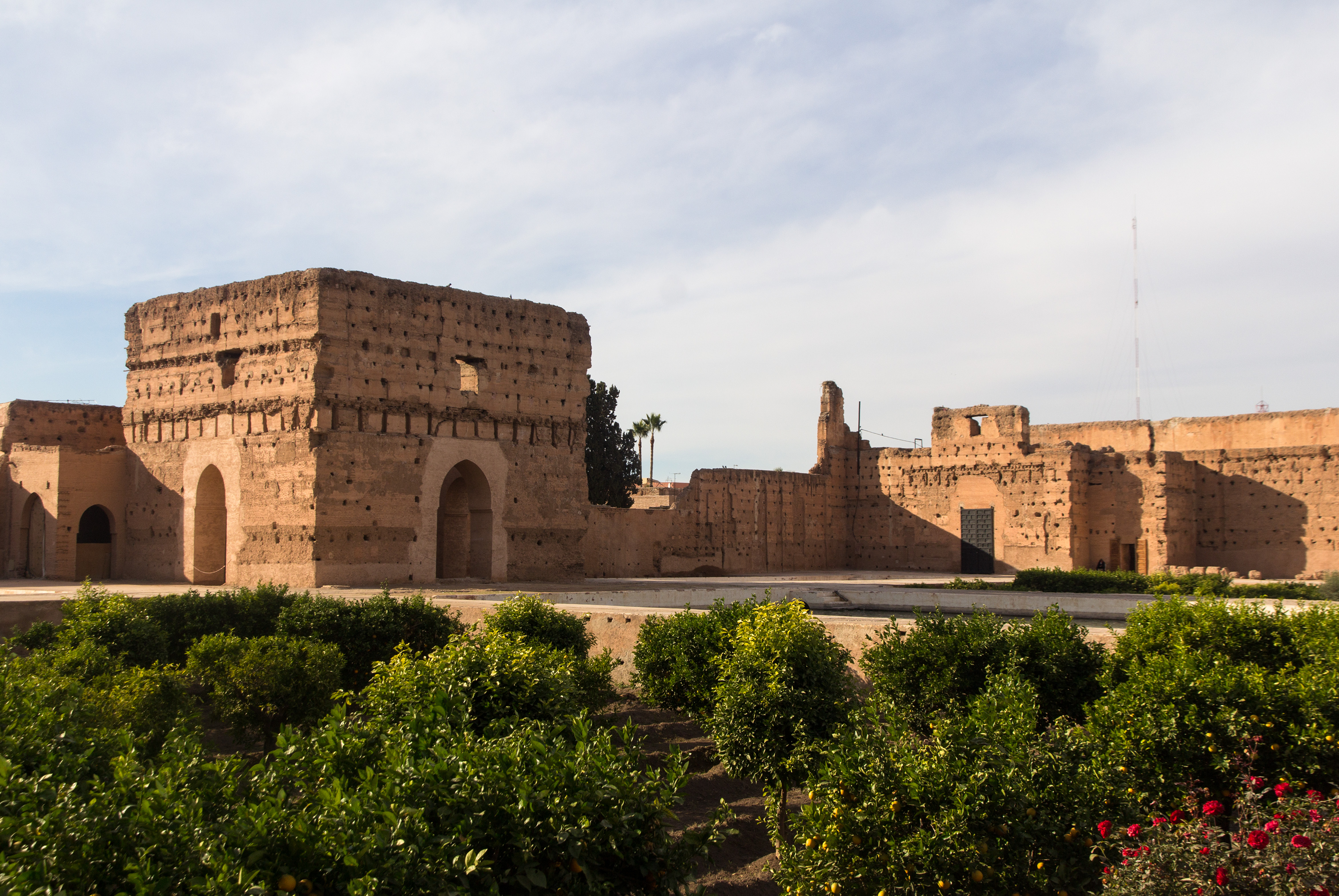
Restos del Palacio El Badi en la actualidad.

El sultán Ahmad al-Mansur, que supervisó el apogeo del poder saadí, emprendió otra serie de construcciones y renovaciones. Construyó los mausoleos más elaborados de las tumbas saadíes. Lo más famoso fue la construcción de un extravagante palacio conocido como Palacio de El Badi. El palacio se utilizaba para la recepción de embajadores y otros invitados. Fue diseñado como escaparate del poder y la riqueza de al-Mansur, haciendo uso de los materiales y la decoración más fastuosos, incluyendo mármol italiano.
Al complejo palaciego saadí de este periodo se accedía a través de un "Gran Mexuar": una gran plaza o patio ceremonial en el emplazamiento de la antigua plaza meridional del asaraq, al sur de la mezquita de la Qasba. La plaza medía unos 180 x 90 m. La puerta principal del palacio real estaba situada allí y conducía a un mexuar más pequeño. Desde el mexuar menor partía hacia el este un largo pasadizo que daba acceso a los diversos componentes del palacio. En el lado sur de este pasadizo se encontraban la mayoría de los anexos de servicio del palacio, incluidas las cocinas, los almacenes, la tesorería y los establos. En el lado norte del pasadizo se encontraba el vasto palacio de recepción (el palacio El Badi), junto con los aposentos privados del sultán y su familia, sus baños (hammám'), una mezquita privada y la ceca. Más allá de estas estructuras y más al este, había una serie de jardines de recreo que ocupaban todo el lado oriental de la Qasba. Entre ellos se encontraban el jardín de cristal (az-zujaj), el jardín conocido como al-Mustaha ("el deseado") y el jardín Qasr o jardín interior.: 256  El Jardín de Cristal, situado en el lado este del palacio El Badi, era para uso privado de los residentes del palacio. Se dice que el jardín de al-Mustaha, al sur, estaba abierto al público. Incluía una gran pila de agua que se utilizaba para bañarse en verano.: 256  El jardín Qasr estaba situado al sur del palacio El Badi y junto a los apartamentos privados de Ahmad al-Mansur.: 256  Ahmad al-Mansur también renovó los vastos Jardines de Agdal al sur de la Qasba.: 256  Por último, las fuentes de este periodo también describen e ilustran una alta torre que se elevaba desde el centro de los palacios y era visible desde lejos. Esta torre es de origen incierto y desapareció durante la época de la alauíta, pero pudo ser una torre de observación construida para disfrute del sultán.

### Periodo alauita hasta la actualidad
Tras el declive de la dinastía saadí, la qasba volvió a sufrir un grave abandono, ya que la dinastía alauí que la sucedió apenas utilizó Marrakech como capital. En particular, Mulay Isma'il saqueó los palacios saadíes en busca de materiales (como mármol) para utilizarlos en su propio palacio y qasba (Qasba de Mulay Ismaíl) que estaba construyendo en Mequinez. El palacio El Badi se convirtió en una ruina, aunque las tumbas saadíes se utilizaron como necrópolis para algunos miembros de la familia real alauí. La principal excepción a este abandono fue el reinado de Mohammed III (Mohammed Ibn Abdallah), que gobernó Marrakech como gobernador de su padre desde 1746 y luego la utilizó como capital oficiosa cuando fue sultán entre 1757 y 1790.

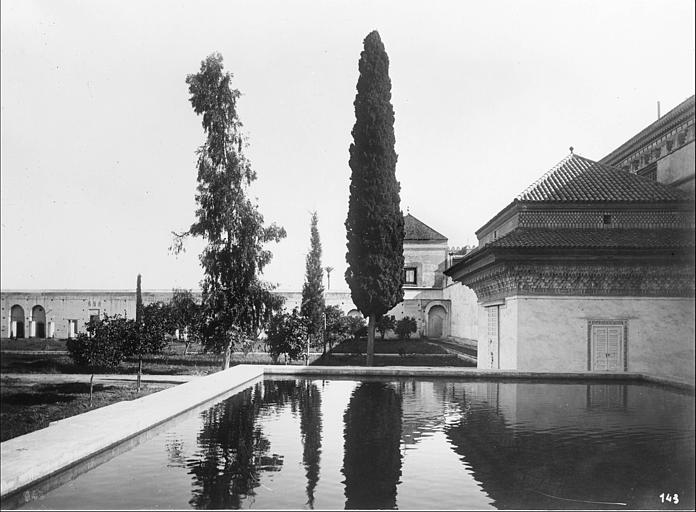
Vista del Arsat an-Nil (el gran jardín central del palacio) a principios del.

Mohammed III emprendió un gran número de renovaciones y construyó nuevos palacios. También construyó una nueva mezquita, la Mezquita Barrima, en el perímetro oriental de los palacios. Se creó una prisión estatal dentro de los terrenos y anexos del antiguo palacio Badi, inmediatamente adyacente al nuevo palacio de Mohammed.: 485  Las actuales estructuras y jardines del palacio real datan principalmente de este periodo (al menos en cuanto a su disposición general). Durante este proceso, Mohamed también amplió o desarrolló la Qasba por su lado sur, creando una serie de nuevos mexuares (plazas amuralladas) como parte de la aproximación al palacio real, cuya entrada se reorientó ahora hacia el sur en lugar de hacia el oeste. La construcción de la parte principal del nuevo palacio de Mohamed comenzó en 1747, cuando aún era virrey de su padre Abdallah IV. Esta construcción incluyó la creación del gran jardín Arsat an-Nil y sus alrededores. Según el historiador Gaston Deverdun, las secciones del palacio situadas al norte de este jardín probablemente se terminaron por primera vez en 1753-1754, pero se reconstruyeron o remodelaron entre 1760 y 1765, cuando Mohammed era sultán.: 481–482  Las secciones meridionales del palacio se terminaron probablemente antes de 1760. El palacio en su conjunto, incluidas algunas de las estructuras periféricas alrededor de los mexuares, se terminó en la década de 1760. No obstante, hay pruebas de que Mohammed continuó realizando obras más tarde en su reinado y que recurrió a artesanos europeos (en particular de España]) para muchos de sus elementos.: 481–482 
Hasta finales del siglo XIX y principios del XX, la Qasba seguía siendo el centro del poder en Marrakech. Los ricos ministros del gobierno construyeron sus propios palacios y mansiones cerca de ella durante este periodo. El más famoso de ellos es el Palacio de la Bahía, convertido más tarde en palacio real. Los Jardines de Agdal también se mantuvieron y se replantaron en el siglo XIX, construyéndose nuevos pabellones reales en su interior y nuevas fortificaciones en su lado oeste.

### Panorama
Hoy en día, la Qasba ya no es un barrio restringido y gran parte de ella es accesible al público. Está situada en el lado sur de la medina principal. Sus secciones occidentales están repletas de barrios residenciales. La mayor parte de su parte oriental sigue siendo el Palacio Real (Dar al-Makhzen) del rey de Marruecos, al que no puede acceder el público. Al norte del palacio se encuentran los restos del monumental palacio de El Badi, que ahora son un lugar histórico accesible a los turistas.
En la zona noroeste de la Qasba se encuentra la mezquita aljama original de la ciudadela, la Mezquita de la Qasba (también conocida como mezquita Mansuriyya y mezquita de Moulay al-Yazid], que sigue activa en la actualidad y es accesible a los musulmanes. Justo al oeste de la mezquita, en el cruce entre las murallas de la medina y las murallas de la Qasba, se encuentra su antigua puerta principala, Bab Agnaou. Cerca de la Qasba, pasada la Place des Ferblantiers hacia el norte, se encuentra el Palacio de la Bahía.
Entre la mezquita, al oeste, y los palacios de El Badi y Dar al-Makhzen, al este, hay una zona que en su día formó parte del palacio real o de sus anexos, pero que hoy está ocupada por barrios residenciales. La forma y el trazado de algunas calles del barrio siguen los antiguos muros del palacio u otras estructuras que ya no existen. La calle principal de la Qasba (Rue de la Kasbah), que discurre aproximadamente de norte a sur entre la mezquita y el barrio de Derb Chtouka, corresponde a la avenida original que unía las dos plazas asaraq en época almohade.
La Qasba está flanqueada al este por la antigua judería de la ciudad, el Mellah. Al sur se encuentra otro barrio creado en los últimos siglos llamado Bab Ahmar o Bab Hmar (llamado así por una puerta cercana). Al oeste, la Qasba está flanqueada por un terreno en gran parte abierto. Al sur se encuentran los extensos Jardines de Agdal, que están rodeados por su propio conjunto de murallas que conectan con las murallas de la Qasba. Entre estos jardines y el Palacio Real hay varios mexuares (grandes plazas cerradas) que constituyen el acceso principal al Palacio Real.

### El Palacio Real
El Palacio Real de Marrakech, conocido como Dar al-Majzén) ("Casa del Gobierno"), se utiliza como residencia real oficial y está vedado al público. Aunque históricamente el complejo palaciego abarcaba la mayor parte de la Qasba, en la actualidad ocupa un espacio más limitado. Las actuales estructuras y jardines del palacio datan principalmente del periodo alauíta sobre todo de la época de Mulay Mohammed III en el siglo XVIII. El palacio original del siglo XVIII estaba dispuesto de forma regular y simétrica, reflejando una distribución al estilo riad, pero las construcciones posteriores han añadido elementos asimétricos.: 482–483 

#### Losmexuares

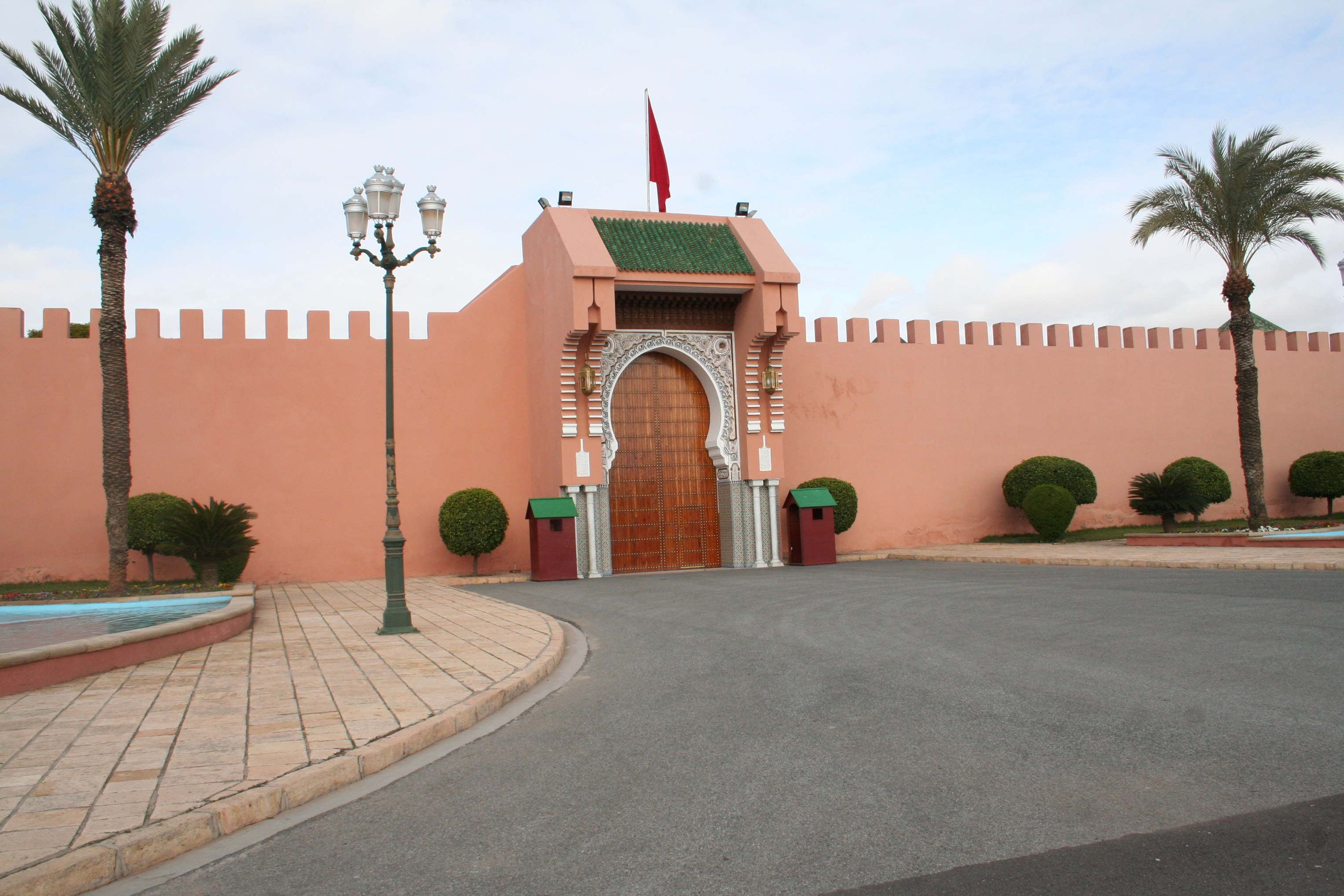
Bab al-Akhdar, la puerta formal del Palacio Real, situada en el mexuar interior.

La entrada principal del palacio es por el sur. Se accede a él a través de una serie de patios amurallados o plazas oficiales conocidos como mexuares (también deletreados meshwar), una característica común de los palacios reales tradicionales de Marruecos. Ocupan un gran espacio entre el palacio, al norte, y los Jardines de Agdal, al sur.
A los mexuares, dispuestos en una serie de este a oeste, se accede a través de varias puertas, muchas de ellas de escaso interés histórico o arquitectónico. La primera puerta al este (la más exterior) es la Bab Ahmar ("Puerta Roja"; también se escribe Bab Hmar). Es la puerta más notable debido a que incorpora una gran caseta de vigilancia y una terraza que podría albergar artillería ligera.: 497  Detrás de esta puerta hay un barrio del mismo nombre y una calle que corre hacia el oeste hasta Bab al-Furma, una puerta que a su vez conduce al Mexuar Exterior (también conocido como Mechouar al-Barrani). Es una gran plaza rectangular de unos 200 x 240m, situada justo al sur de los barrios de Mellah y Barrima.: 498  Al oeste de este mexuar hay otro rectangular más estrecho, el mexuar interior (también llamado mecouar al-Wastani), que mide unos 200 xo 90 m. Se entra por el este a través de la puerta Bab er-Rih. En su lado norte está la puerta principal oficial del palacio, la Bab al-Akhdar. En su lado oeste hay una puerta conocida como Tla ou Habet  encima de la cual un pasadizo protegido permitía el acceso directo entre el palacio y los jardines del Agdal, al sur.: 498  Esta puerta conduce a su vez al mayor mexuar, el Gran Mexuar (también llamado Mecouar al-Awwali). Este mexuar ocupa una gran superficie abierta de 360 x 180 m. En su esquina noreste hay una puerta, llamada "Bab Bu Uqqaz", que da acceso al palacio y se usaba tradicionalmente para recibir a embajadores o celebrar otras ceremonias. Una puerta en el lado oeste de este mexuar conduce a un estrecho camino amurallado que lleva a la puerta más occidental de esta zona, Bab Ighli, que marca la esquina suroeste de la Qasba.: 499 

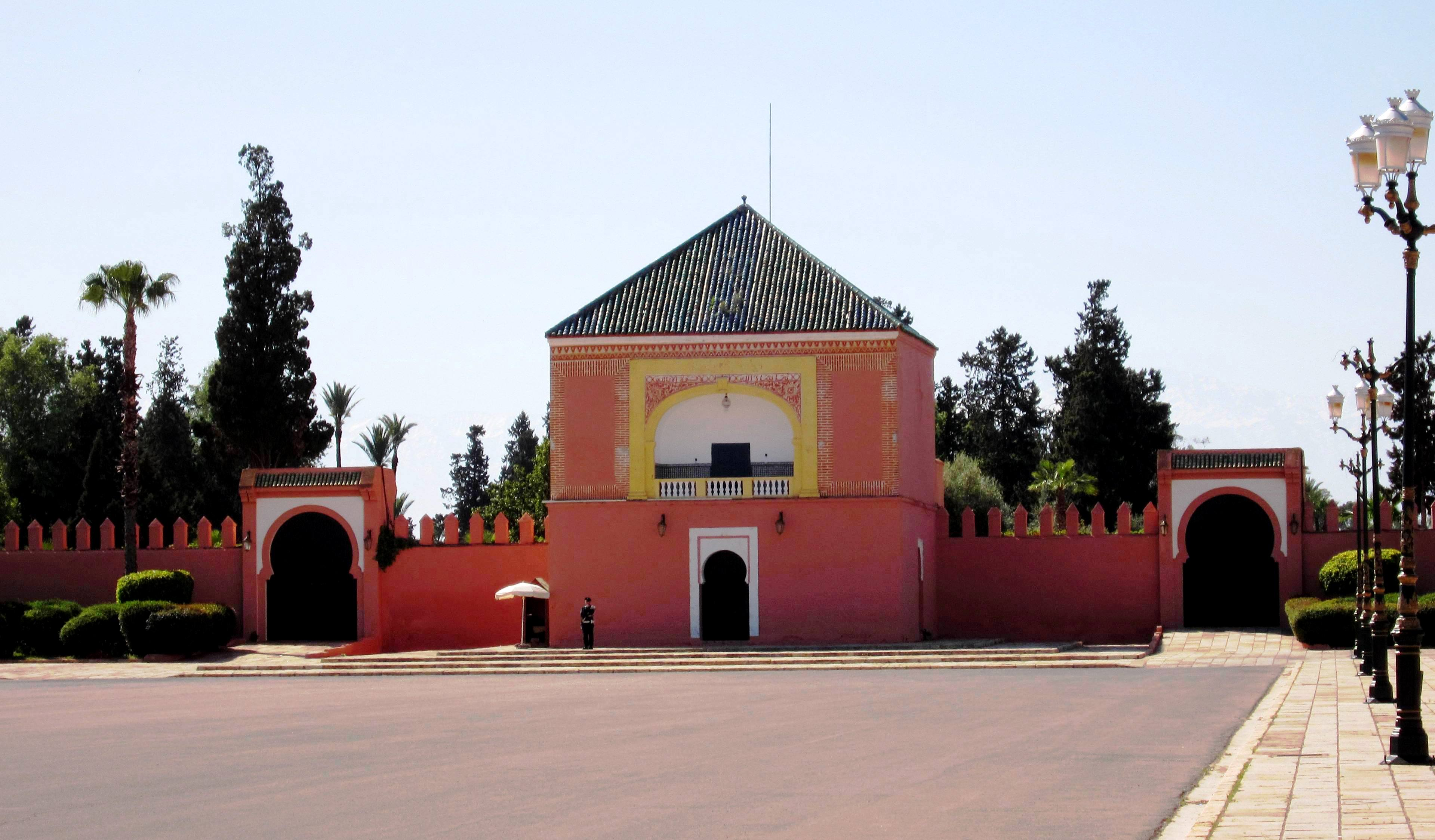
El Qubbat as-Suwayra (Pabellón de Esauira), en el lado sur del Gran Mexuar.

En el extremo sur del Gran Mexuar hay un menzeh (pabellón de observación) conocido como Qubbat as-Suwayra ("Pabellón de Essaouira"), llamado así porque su construcción se financió probablemente con los ingresos fiscales de Essaouira. Data del reinado de Mohammed III y se terminó probablemente en la década de 1760, como el resto del palacio. Este pabellón está construido sobre el muro que separa el mexuar de los jardines y se distingue exteriormente por su tejado piramidal de tejas verdes. Los pesados pilares y muros del nivel del suelo sostienen una gran cámara cuadrada en la parte superior, profusamente decorada con azulejos de zellige y techo de madera pintada. Esta cámara da acceso a una logia en su lado norte que permitía al sultán observar las ceremonias en el mexuar. La logia presenta un amplio arco en su fachada exterior cuyas enjutas están decoradas con arabescos florales,encima de la cual hay una inscripción árabe en rojo. En su lado sur, la cámara también da acceso a una pequeña terraza abierta que permitía al sultán admirar la vista de los jardines de Agdal y de las montañas del Atlas al sur. Es probable que el pabellón se construyera con la ayuda de canteros europeos. Al menos una fuente, citada por el historiador Gaston Deverdun, afirma que el arquitecto fue un español enviado por Carlos III a Mohammed III en señal de amistad.: 499–500 

#### Interior del palacio

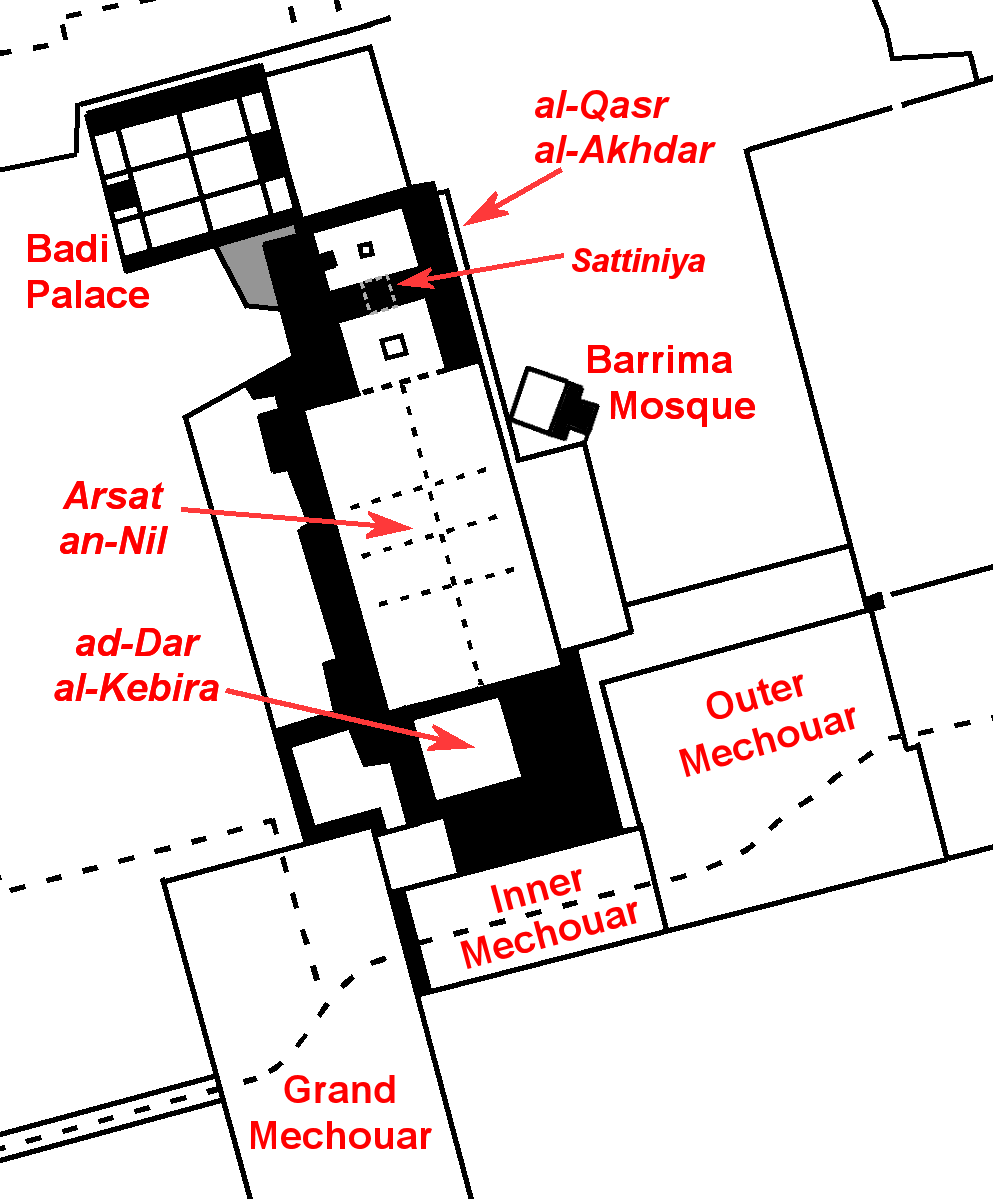

El interior del palacio consta de varios jardines y patios rodeados de cámaras y pabellones. Está dominado por el mayor jardín de riad de Marrakech, el Arsat an-Nil ("Jardín del Nilo"). Recibe su nombre del río Nilo, supuestamente porque fue plantado con flora procedente de Egipto]. Mide alrededor de 130 x 70| m y está dividido por un camino norte-sur, que a su vez está atravesado por varios caminos perpendiculares.: 283–284 {rp|483}}{rp|397}} 
Las estructuras del palacio se dividen en dos grupos principales: uno al norte del jardín y otro al sur. A lo largo del lado oeste del jardín hay una hilera de estructuras que albergaban apartamentos privados para el sultán, así como una pequeña mezquita y otras instalaciones. En el lado este del jardín hay una puerta que conduce a la mezquita Barrima, la mezquita oficial del palacio construida por Mohammed IV.
Las estructuras del lado norte del Arsat an-Nil, conocidas colectivamente como al-Qasr al-Akhdar ("el Palacio Verde"), están dispuestas alrededor de dos grandes patios rectangulares: uno norte y otro sur. Los patios tienen un aspecto formal y están rodeados de muros blancos tras los cuales hay varias salas y patios interiores más pequeños. El patio norte, situado directamente al sureste del palacio El Badi, es el más sencillo en cuanto a su forma y contiene un hermoso pabellón de azulejos de zellige frente a una fuente central. El perímetro del patio está rodeado de salas ricamente decoradas. El patio sur (de 34 x 28 m) está abierto por su lado sur al jardín Arsat an-Nil. En el centro de su lado norte hay un gran salón de recepciones conocido como Sattiniya. Se distingue por su gran tejado piramidal verde y su interior ricamente decorado. Se accede a ella desde el sur a través de un pórtico de tres arcos, delante del cual hay un gran estanque cuadrado en el centro del patio. Esta disposición simétrica general y la apertura del patio al sur se diseñaron para proporcionar una aproximación visualmente grandiosa a la Sattiniya desde los jardines de Arsat an-Nil. El  ala del lado este del patio era la residencia del háyib (chambelán) del sultán, mientras que el ala del lado oeste incluía instalaciones como cocinas y almacenes. El ala oeste también está coronada por un belvedere (mirador) llamado Menzeh ar-Radhi, con vistas al patio y al jardín.: 483 : 397 
La estructura principal del lado sur del Arsat an-Nil se llama ad-Dar al-Kebira ("la Gran Casa"). Originalmente constaba de un gran patio alrededor del cual había tres patios secundarios. Al patio principal se accedía desde el sur a través de una serie de puertas, entre ellas la "Bab al-Akhdar" (la entrada exterior al palacio desde los mexuares). Todo el conjunto era fuertemente simétrico y estaba dispuesto para formar un gran acceso a los jardines principales del norte. Incluía un estanque hexagonal y los habituales tejados verdes piramidales alineados con el eje central del Arsat an-Nil. Sin embargo, desde el siglo  XVIII se han añadido o modificado otras estructuras y salas en esta zona, de modo que ahora ha perdido su simetría. Su gran patio es simétrico y presenta dos salas con techos piramidales que se enfrentan en su eje este-oeste, pero las estructuras circundantes tienen una disposición más irregular.: 484 : 397 